# Ендру Дејш
Ендру Дејш (енгл. Erik Lund; 6. септембар 1984) професионални је шведски рагбиста и репрезентативац, који тренутно игра за енглеског трећелигаша Олд Албаниан РФК. Швеђанин, који се родио у Енглеској, почео је да тренира рагби већ са 6 година. Најјачи тим за који је играо је био Лондон велш, повремени премијерлигаш. У млађим категоријама играо је за Велс, али је као сениор играо за рагби репрезентацију Шведске. Постигао је 7 есеја за Шведску у 20 тест мечева, а играо је и за рагби 7 репрезентацију Шведске.